# ارمیاس مرنجاب
ارمیاس مرنجاب یا سوسمار کویری ایران (نام علمی: Eremias kavirensis) نام یک گونه از سرده ارمیاس است.